# Історія євреїв Молдови
Історія євреїв Молдови — коротка історія євреїв, що проживають на території Молдови.
Історія євреїв у Молдавії налічує кілька століть. Бессарабські євреї жили в цьому районі протягом тривалого часу. Сьогодні єврейська громада Молдови — 15 000 — 20 000 євреїв та членів їхніх сімей.

## Бессарабські євреї

### Рання історія
Єврейські громади з'явилися у південній Бессарабії вже у XVI столітті. На початку XVIII століття кількох торгових містах Бессарабії вже існувало постійне єврейське населення.
Першими рабинами Кишинева були Залман Шаргородський (?—1782), видний каббаліст Хаїм Тірер (Чернівіцер) (1740—1817), який до того служив рабином у Чернівцях та Ботошанах.
У 1889 році загальна чисельність населення Бессарабії була 1 628 867 осіб. З них 180 918 — євреї.
У 1897 року за загальної чисельності 1 936 392 осіб єврейське населення зросло до 225 637 осіб.
У 1903 році в Кишиневі єврейське населення налічувало 50 000 осіб або 46 %, у Бессарабії загалом близько 110 000 осіб.
Євреї проживали у всіх великих містах з кінця XVIII століття та на початку XIX. В одному Кишиневі було 16 єврейських шкіл, в яких навчалося понад 2000 учнів. У сільській місцевості єврейськими переселенцями було створено 17 землеробських колоній, у яких до середини XIX століття проживало близько 16 % євреїв Бессарабії.

### 16 лютого 1903— Кишинівський погром
У 1903 році у місті Дубоссари, за 37 км на північний схід від Кишинева, був знайдений убитим хлопчик Михайло Рибаченко. Антисемітська газета «Бессарабец», що виходить російською мовою, почала поширювати чутки про вбивство як частину єврейського ритуалу. Хоча офіційне розслідування швидко визначило відсутність обрядовості у вбивстві і, зрештою, з'ясувалося, що хлопчика було вбито родичем (якого пізніше знайшли), збурення, викликані газетою та іншими чутками, призвели до великих погромів під час великодніх канікул. Погром тривав два дні, поліція не діяла. Сорок сім (за деякими джерелами — 49) євреїв було вбито, 92 тяжко поранено, 500 поранено легко. Понад 700 будинків зруйновано.
Багато молодих євреїв, у тому числі Мендель Португальський та Ісрулік Бутельбройт, намагалися захистити спільноту.

### У складі Румунії
Після включення Бессарабії до складу Румунії в 1918 році євреї автоматично отримали румунське громадянство, проте в результаті ухвалення закону про натуралізацію в 1924 багато євреїв Бессарабії були позбавлені його.
Згідно з переписом 1920 року єврейське населення зросло до 267 000 осіб.
У 1930 році румунський перепис зареєстрував 270 000 євреїв.

### Голокост
Більшість (до двох третин) євреїв перед відступом радянських військ змогли втекти з Бессарабії. Проте 110 033 особи з Бессарабії та Буковини (усі, крім невеликої кількості євреїв, які не втекли у 1941 році), були депортовані до придністровського губернаторства — області, яка перебувала під румунським військовим контролем протягом 1941—44 років.
1941 — німецькі каральні мобільні загони, укомплектовані нацистами охоронних загонів СС (Schutzstaffel) під командуванням Отто Олендорфа, увійшли до Бессарабії. Вони відіграли важливу роль у масовому вбивстві багатьох євреїв у Бессарабії, які не втекли до появи німецьких загарбників.
8 липня 1941 р. Іон Антонеску, правитель Румунії в той час, зробив заяву перед Радою Міністрів: …. Ризикуючи не бути зрозумілими деякими традиціоналістами, які можуть бути серед вас, я виступаю за примусову міграцію всіх євреїв із Бессарабії та Буковини, які мають бути перекинуті через кордон. Крім того, я захищаю думку про необхідність вимушеної міграції українських елементів, які нині не є нашими жителями. Для мене немає значення, якщо історія вважатиме нас варварами. Римська імперія зробила ряд варварських актів з сучасної точки зору, проте її дії були актом найбільшого політичного врегулювання.
Ескадрони смерті нацистської Німеччини (айнзацгрупи) разом із спеціальними невійськовими підрозділами, прикріпленими німецьким вермахтом до румунської армії, були залучені до багатьох масових вбивств у Бессарабії (понад 10 000 осіб протягом місяця війни, у червні-липні 1941 року). Водночас десятки тисяч людей було депортовано до Придністров'я. У гетто, організованих у кількох містах, а також у таборах (там було багато євреїв з Придністров'я) багато людей помирали від голоду або антисанітарії. Велика кількість євреїв була розстріляна нацистами безпосередньо перед приходом радянських військ у 1944 р. Румунська військова адміністрація Придністров'я дуже погано вела облік людей у гетто та таборах. Виходячи зі знайдених румунських джерел, у гетто та таборах Молдови, які проіснували до середини 1943 року, загинуло 59,392 особи. Ця кількість не включає всіх інтернованих, незалежно від їх походження, не включає в себе тих, хто загинув на шляху до табору, тих, хто загинув у період з середини 1943 до весни 1944 року, а також тих, хто загинув відразу після окупації румунської армією Придністров'я (дивись, наприклад, одеську бійню).

## Молдавська РСР
Після Другої світової війни кількість євреїв у Молдавській РСР значно збільшилася, досягнувши 98 001 людини в 1970 році.
У 1970-х і особливо наприкінці 1980-х багато хто з них емігрував до Ізраїлю та інших країн. За останнім радянським переписом 1989 року в радянській республіці Молдови було зареєстровано 65 672 євреї.

## Незалежна Молдова

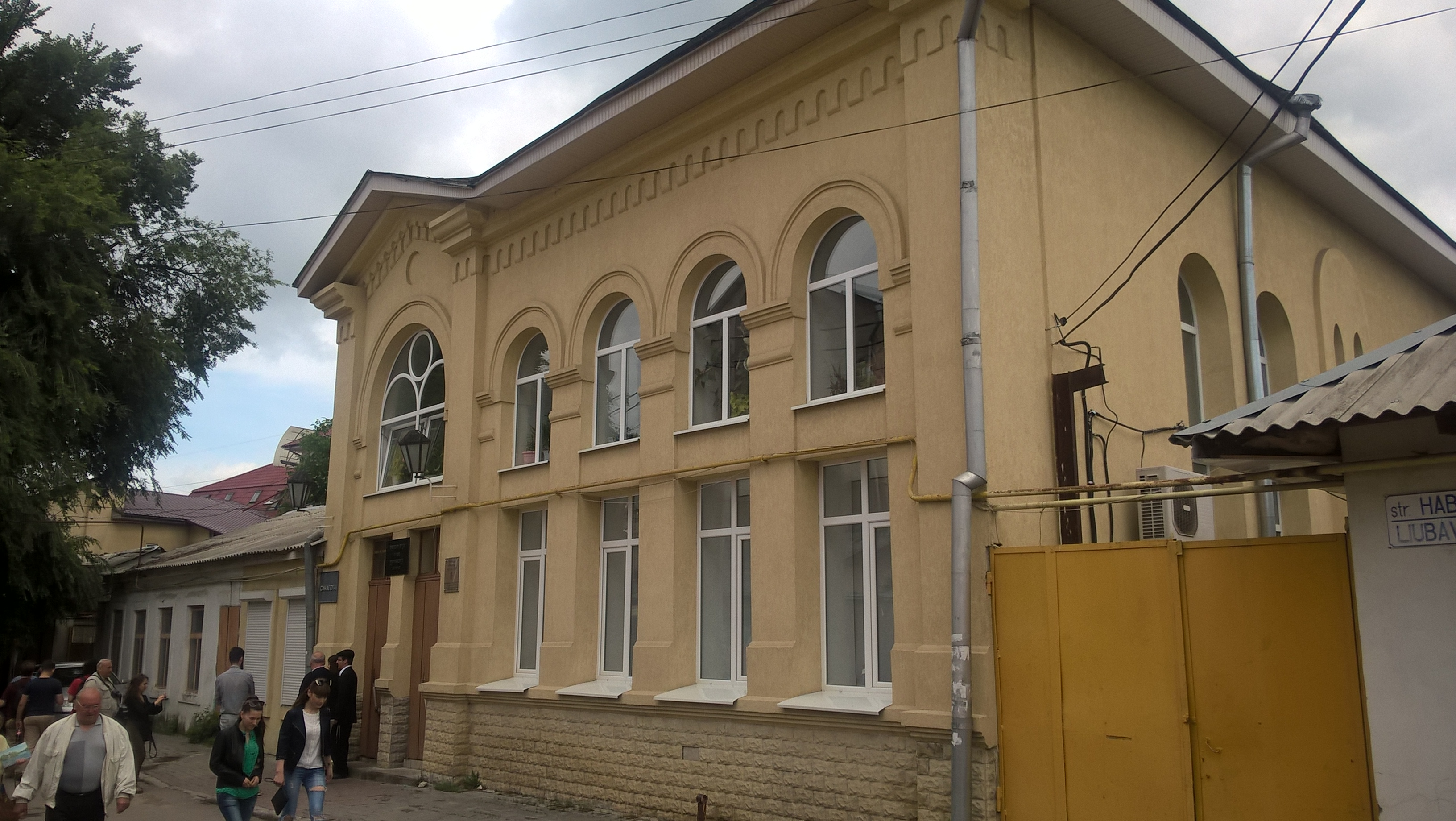
Синагога склярів (Кишинів)

Єврейська громада в Молдові пов'язана з єврейським освітнім центром — Хафетц Хаїм. Навчальний єврейський центр збудував синагогу, де нині працює більшість єврейських активістів Молдови. Існують також синагоги: синагога «Хабад Любавич» руху Хабад у Кишиневі, яка пов'язана з крайніми групами месіанства, і Сінна синагога «Агудат Ісраель».
У Кишиневі зведено пам'ятник, присвячений Голокосту, і меморіал жертвам погрому початку XX століття. У Кагулі зведено пам'ятник «Жертвам Голокосту». У Кишиневі працює міська Єврейська бібліотека ім. І. Мангера.
У 2014 році в Молдові налічувалося приблизно 15 000 євреїв, і понад 10 000 в одному Кишиневі. 75492 молдавських єврея живуть в Ізраїлі.